# Who Am I? (film 1921)
Who Am I? è un film muto del 1921 diretto da Henry Kolker. La sceneggiatura di Katherine S. Reed si basa su un omonimo racconto di Max Brand pubblicato su Argosy All-Story Weekly del febbraio-marzo 1918. Prodotto dalla Selznick Pictures Corporation e distribuito dalla Select, il film aveva come interpreti Claire Anderson, Gertrude Astor, Niles Welch, George Periolat.

## Trama

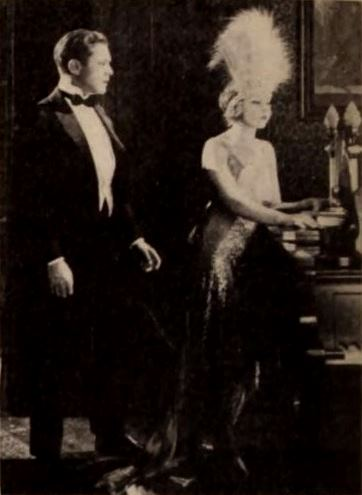
Niles Welch e Claire Anderson

Ruth Burns, totalmente ignara della professione del padre, apprende solo alla morte di questi che l'uomo era un giocatore professionista. Giunta a New York, viene informata che lui le ha lasciato come eredità la sua sala da gioco, un palazzo di cui diventa ora la proprietaria. Jimmy Weaver, uno degli associati, l'assiste, istruendola sul funzionamento del gioco d'azzardo. La giovane scopre che il padre, morendo, ha lasciato un grosso debito insoluto. Per ripagare il creditore, tale John Collins, Ruth si mette a giocare d'azzardo ma una delle sue vittime, disperata, tenta il suicidio. Pentitasi del proprio comportamento, Ruth si rende conto di scivolare su una china pericolosa e di stare per diventare una donna cinica e crudele. Così, nella sua ultima partita, perde tutte le sue vincite. Jimmy, da parte sua, smaschera Collins come truffatore. Collins finirà ucciso da una donna abbandonata che si è voluta vendicare di lui e Ruth, dopo essere venuta a sapere che la storia del debito era tutta una fandonia, decide di sposare Jimmy.

## Produzione
Il film fu prodotto dalla Selznick Pictures Corporation.

## Distribuzione
Il copyright del film, richiesto dalla Selznick Pictures, fu registrato il 6 giugno 1921 con il numero LP16692.
Distribuito dalla Select Pictures Corporation e presentato da Lewis J. Selznick, il film uscì nelle sale cinematografiche statunitensi nel luglio 1921.
Non si conoscono copie ancora esistenti della pellicola che viene considerata presumibilmente perduta.